# Вільгельм Біттріх
Вільгельм Біттріх (нім. Wilhelm Bittrich; нар. 26 лютого 1894, Верніґероде, Бранденбург — пом. 19 квітня 1979 Вольфратсгаузен, Баварія) — німецький воєначальник, обергрупенфюрер та генерал військ СС в роки Другої Світової війни, кавалер Лицарського хреста з Дубовим листям і Мечами.

## Біографія
30 липня 1914 року вступив у 7-й єгерський батальйон, потім служив у 19-му резервному єгерському батальйоні і 77-му піхотному полку. 10 вересня 1914 року переведений в авіацію, пілот 226-го авіаційного загону і 37-ї винищувальної ескадри. Був двічі поранений. В березні-липні 1919 року — член фрайкору Гюльсена, в січні-червні 1920 року — Ергарда. В 1923 році поступив на службу в рейхсвер, служив у секретних авіаційних частинах. Пройшов авіаційну підготовку в СРСР. В 1930-32 роках — цивільний службовець рейхсверу.
В березні 1932 року вступив в СА, 1 липня — в СС (посвідчення №39 177) і зарахований в ескадрилью СС «Схід», 1 грудня — в НСДАП (партійний квиток №829 700). З 21 жовтня 1932 року — командир ескадрильї СС «Схід». З 8 березня 1934 року — командир 74-го штандарту СС «Остзе». В серпні 1934 року переведений в частини посилення СС. З 1 квітня 1935 року — командир 2-ї роти 1-го штандарту СС ( з вересня — полк СС «Дойчланд». З 29 вересня 1936 року — командир 2-го штурмбанну свого полку. З 23 березня 1938 року — командир 1-го штурмбанну (пізніше — батальйону) 3-го штандарту СС (пізніше — полк СС «Фюрер»).
1 червня 1939 року переведений в штабу лейбштандарту. Під час Польської кампанії був найближчим помічником Йозефа Дітріха в керівництві військами, фактично виконував обов'язки начальника його штабу. З 1 лютого 1940 року — штабний офіцер в Головному управлінні СС. займався питаннями формування дивізії СС «мертва голова». Учасник Французької кампанії.
З 1 грудня 1940 року — командир полку СС «Дойчланд» дивізії СС «Дас Райх». Учасник Німецько-радянської війни. З жовтня 1941 по січень 1942 року замінював командира дивізії Пауля Гауссера. В січні-червні 1942 року перебував в розпорядженні Головного оперативного управління СС. З 1 червня 1942 року — командир 8-ї кавалерійської дивізії СС «Флоріан Гаєр», з 15 лютого 1943 року — 9-ї моторизованої дивізії СС «Гогенштауфен». В серпні 1944 року керував перетворенням своєї дивізії на танкову.
З 10 липня 1944 року — командир 2-го танкового корпусу СС. Відзначився у боях проти англо-американських військ при Арнемі. На початку 1945 року вів запеклі бої проти радянських військ в Угорщині,, потім з боями відступив у Австрію. В травні 1945 року здався американським військам. Був переданий французькій владі і засуджений воєнним трибуналом в Бордо. В 1954 році звільнений.

## Нагороди
Військова кар'єра
- 15 жовтня 1915 — лейтенант резерву
- 1 січня 1932 — лейтенант
- 1 липня 1932 — анвертер СС
- 15 липня 1932 — манн СС
- 10 вересня 1932 — обершарфюрер СС
- 31 жовтня 1932 — штурмфюрер СС
- 12 квітня 1934 — оберштурмфюрер СС
- 17 червня 1934 — гауптштурмфюрер СС
- 1 жовтня 1936 — штурмбанфюрер СС
- 30 січня 1938 — оберштурмбанфюрер СС
- 6 червня 1939 — штандартенфюрер СС
- 1 вересня 1940 — оберфюрер СС
- 19 жовтня 1941 — бригадефюрер СС та генерал-майор Ваффен-СС
- 1 травня 1943 — групенфюрер СС та генерал-лейтенант Ваффен-СС
- 1 серпня 1944 — обергрупенфюрер СС та генерал Ваффен-СС

- Залізний хрест 2-го і 1-го класу
- Нагрудний знак військового пілота (Пруссія)
- Нагрудний знак «За поранення» в чорному
- Німецький імперський спортивний знак
- Цивільний знак СС (№14 347)
- Нагрудний знак пілота СА/СС (1932)
- Почесний кут старих бійців (лютий 1934)
- Йольський свічник (16 грудня 1935)
- Спортивний знак СА в бронзі (1 грудня 1937)
- Почесна шпага рейхсфюрера СС (1 грудня 1937)
- Німецький кінний знак в бронзі
- Кільце «Мертва голова»
- Медаль «У пам'ять 1 жовтня 1938»
- Медаль «За вислугу років у НСДАП» в бронзі (10 років)
- Застібка до Залізного хреста
  - 2-го класу (25 вересня 1939)
  - 1-го класу (7 червня 1940)
- Штурмовий піхотний знак в сріблі
- Лицарський хрест Залізного хреста з дубовим листям і мечами
  - лицарський хрест (14 грудня 1941)
  - дубове листя (№563; 23 серпня 1944)
  - мечі (№153; 6 травня 1945)
- Медаль «За зимову кампанію на Сході 1941/42»
- Німецький хрест в золоті (6 березня 1943)
- Відзначений у Вермахтберіхт (27 вересня 1944)